# Тереса де Мьер, Сервандо
Хосе Сервандо Тереса де Мьер Норьега и Герра (исп. José Servando Teresa de Mier Noriega y Guerra 18 октября 1765, Монтеррей, Новое королевство Леон, Новая Испания — 3 декабря 1827, Мехико, Первая Мексиканская республика) — мексиканский монах-доминиканец, ставший политическим деятелем.

## Биография
Родился в Монтеррее в достаточно знатной семье, в 16 лет вступил в орден доминиканцев в Мехико, учился в колледже, стал священником и в 1792 году получил степень доктора богословия. Был известен как страстный проповедник.
12 декабря 1794 года во время проповеди по случаю годовщины явления образа Девы Мария Гваделупской в присутствии вице-короля Новой Испании и других высокопоставленных особ высказал сомнения по поводу традиционной версии явления образа и предположил, что плащ Хуана Диего, на котором проступило изображение Богородицы, ранее принадлежал апостолу Фоме, который в древности якобы посетил Мексику и был принят ацтеками за бога Кетцалькоатля. 
За такую дерзость де Мьер был выслан в Испанию, где его затем заключили в монастырь, но он совершил побег и добрался до Парижа. Там он общался с другими выходцами из испанских колоний в Америке, включая Симона Боливара. 
В 1802 году де Мьер перебрался в Рим, затем вернулся в Испанию и был в Мадриде арестован за написание пьесы, в которой он пропагандировал независимость для Мексики. Через год с лишним он бежал из тюрьмы в Севилье, но был пойман. Затем, за то что он смог обратить в католицизм содержащихся вместе с ним в тюрьме двух раввинов, по указанию Папы Римского, который узнал об этом, де Мьера освободили, и он обосновался при папском дворе. 
После этого он был военным капелланом в Испании во время Пиренейских войн. Он попал в плен к французам, но снова сумел бежать. По представлению испанского генерала Хоакина Блейка ему за храбрость назначили пенсию. 
После этого де Мьер отправился в Лондон, где он вместе с Хосе Мария Бланко основал издание «El español» («Испанец»), которое выступало за независимость испанских колоний в Америке. 
В 1816 году де Мьер вместе с Франсииско Хавьером Миной через США отправился в Мексику (Новую Испанию), чтобы сражаться за её независимость. Но их экспедиция закончилась неудачей — в 1817 году Мина был пойман и расстрелян, а де Мьер также попал в заключение, содержался в тюрьме в Веракрусе, затем в 1820 году его перевели в тюрьму в Гаване, откуда он опять бежал и добрался до США. 
В феврале 1822 года он снова отправился в Мексику, высадился в Веракрусе, но был вновь арестован (хотя в августе 1821 года Мексике была предоставлена независимость, но Веракрус находился под контролем происпанских сил). Мексиканские власти добились его освобождения. Он стал членом учредительного конгресса независимой Мексики. Учредительный конгресс высказался за монархию, и 18 мая 1822 года Итурбтде был провозглашен императором Мексики. Де Мьер же был сторонником республики, поэтому он был вновь арестован, но 1 января 1823 года он вновь бежал. 
После того, как 19 марта 1823 года Итурбтде в результате восстания против него отрекся от престола и бежал, де Мьер стал членом второго учредительного конгресса, принявшего первую конституцию Мексики. До своей смерти в 1827 году по приглашению первого президента Мексики Гуадалупе Виктории он жил в его дворце.
Он был похоронен с почестями, но в 1861 году его мумифицированное тело вместе с 12 другими было эксгумировано и выставлено напоказ как тело якобы жертвы инквизиции. Эти мумии купил итальянский торговец и вывез их в Европу, после чего след останков де Мьера был потерян.